# Đánh giá chất lượng
Đánh giá chất lượng là một quá trình kiểm tra, đánh giá một hệ thống chất lượng để tìm ra các điểm phù hợp hay không phù hợp của một hệ thống chất lượng trong một tổ chức. Kết quả đánh giá là các thông tin, đầu vào quan trọng cho việc cải tiến chất lượng. Việc đánh giá chất lượng có thể tiến hành bởi một đoàn đánh giá nội bộ hoặc một đoàn đánh giá độc lập. Đây là một phần quan trọng của một hệ thống quản lý chất lượng của tổ chức và là yếu tố then chốt trong tiêu chuẩn hệ thống quản lý ISO, ISO 9001.

## Các phương pháp đánh giá
Có ba hình thức đánh giá được phân loại dựa trên quan hệ giữa bên đánh giá và bên được đánh giá như sau:
Đánh giá của Bên thứ nhất: Còn gọi là đánh giá nội bộ, được chính tổ chức hoặc bên được tổ chức uỷ quyền tự tiến hành đánh giá với các mục đích nội bộ và có thể tạo cơ sở cho việc tự công bố sự phù hợp.
Đánh giá của bên thứ hai: Là loại hình đánh giá được tiến hành bởi các bên quan tâm đến tổ chức như khách hàng, hay đại diện của khách hàng….
Đánh giá của bên thứ ba: Do tổ chức độc lập bên ngoài tiến hành. Tổ chức độc lập bên thứ ba được gọi là tổ chức chứng nhận. Tổ chức chứng nhận cấp giấy chứng nhận hệ thống quản lý chất lượng, hệ thống quản lý môi trường hay sản phẩm của tổ chức phù hợp với các yêu cầu của tiêu chuẩn áp dụng.